# Pieter Heerema
Pieter Heerema, né le 6 juin 1951 à Maracaibo au Venezuela, est un navigateur skipper et industriel néerlandais. Il participe au Vendée Globe 2016-2017.

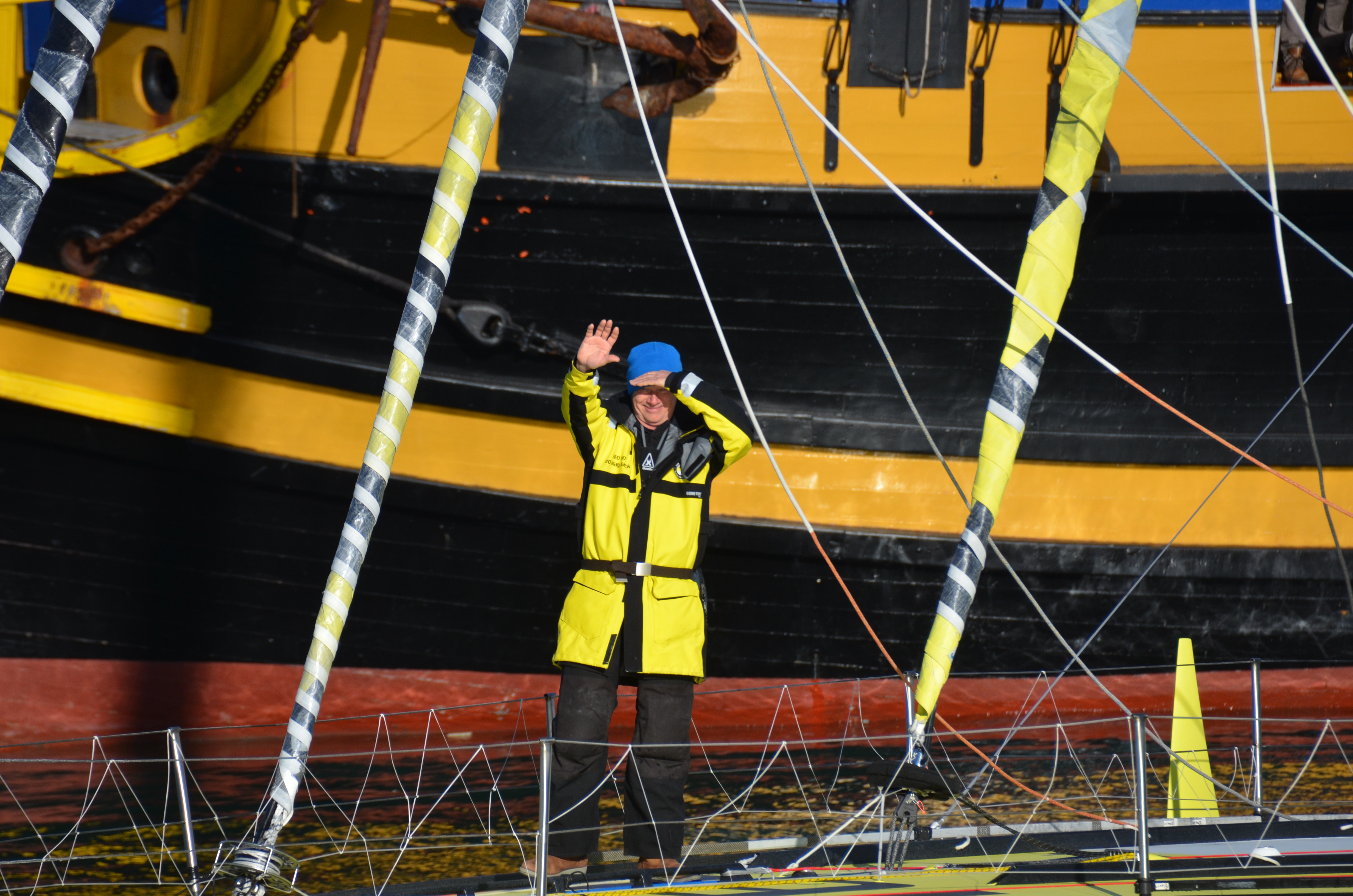
Pieter Heerema au départ du Vendée Globe 2016-2017.

## Biographie
Il naît le 6 juin 1951 à Maracaibo, au Venezuela. À l'âge de onze ans, il vient vivre aux Pays-Bas et commence à naviguer sur un Flits, petit dériveur en double néerlandais. Il court ensuite en 470, en Yngling, en J/22 (en) et en J/24 (en).
Depuis 1989, il est président du groupe familial Heerema qui fabrique, entre autres, des plates-formes de forage.
À partir des années 1990, il court en équipage sur Dragon et sur son RC44 No Way Back.
Il n'a pas d'expérience de la course au large, encore moins en solitaire. Il décide pourtant de participer au Vendée Globe 2016-2017, avec pour seule ambition de boucler le tour du monde « dans un temps de course acceptable ». Il n'a nullement l'intention d'acheter un IMOCA de dernière génération, mais il rencontre peu d'offres de bateaux d'occasion en bon état. Il se laisse tenter lorsqu'en septembre 2015 est proposé à la vente un foiler flambant neuf,, construit à Bergame aux chantiers Persico Marine, mis à l'eau à Lorient le 17 août. Il s'agit d'un plan VPLP-Verdier, le Vento di Sardegna d'Andrea Mura, skipper italien que son principal sponsor, la région de Sardaigne, ne veut plus soutenir en raison de la crise économique. Heerema rachète le bateau, qu'il rebaptise No Way Back. Il est conseillé pendant plusieurs semaines par Michel Desjoyeaux. Il se qualifie pour le Vendée Globe en participant en avril 2016 à la Calero Solo Transat, entre Lanzarote et Newport. Dans la Transat New York-Vendée (mai-juin 2016), il abandonne à une cinquantaine de milles de l'arrivée. Le 6 novembre, il prend le départ du 8e Vendée Globe, qu'il termine le 2 mars 2017, à la 17e place.

## Palmarès
- 2016 : 2e de la Calero Solo Transat
- 2017 : 17e du Vendée Globe 2016-2017 en 116 jours, 22 heures et 25 minutes, sur le monocoque No Way Back

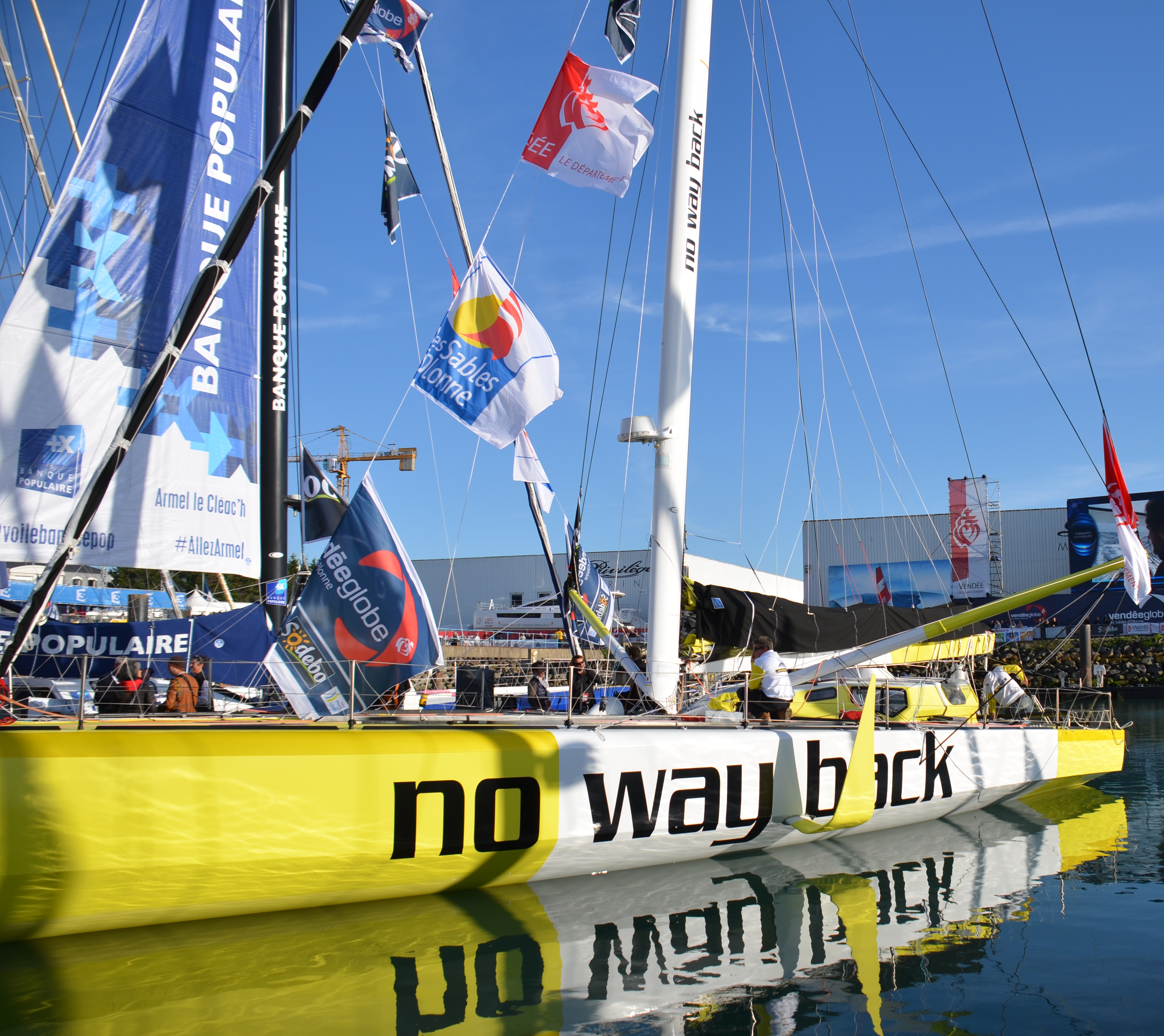
L'IMOCA No Way Back.